# 旭村
旭村為中華民國臺東縣臺東市的一處聚落，前身是臺灣日治時期創立的官營移民村，起初招募的移民人口為日本新潟縣農民所組成，後來逐漸轉變為本島人為主。旭村面積共計2460餘甲，由於旭村東面太平洋，每朝可見到旭日東昇的景色，故得名「旭村」。

## 歷史
臺東平原原先荒蕪一片，阿美族人首先進入開墾。後來卑南族人進入，境內的馬蘭社阿美族人因受到卑南族人的支配而失去狩獵自由，故轉而農耕。馬蘭社阿美族以牛耕的方式進行大規模的耕種，且農業技術不輸日本本地農業技術發展，可見當時阿美族部落農耕技術的成熟。:28清廷原先採消極治臺政策，1722年（康熙61年）進一步採取漢番隔離政策，禁止漢人侵入原住民生活範圍。牡丹社事件之後，清廷轉而開山撫番，鼓勵漢人進入臺灣東部拓墾，然而臺東平原當地的沃田皆為原住民所有，漢人開墾空間有限，故招募成效不佳。:18-20
為紓解日本國內農村人口壓力，臺灣總督府開始東臺灣的移民事業，除此之外，日本政府也計畫藉此拉近臺日人口比例，以便於統治，而且臺灣屬於副熱帶氣候，可以為日後南進政策做準備。:18-201910年（明治43年）臺灣總督府設置「卑南移民指導所」計畫組成旭村，目的是輔導種植甘蔗的移民。:235
1911年8月3日，旭村被編入卑南區（後於1919年1月15日改為臺東區）。旭村原為馬蘭社呂家平野，耕地大多屬於馬蘭社阿美族人。1917年（大正6年），臺灣總督府因經費不足終止官營移民計畫，委由台東製糖株式會社承接總督府之移民事業，以開墾補助費3萬元向馬蘭社買下約300甲土地，隨後於1919年正式取得旭村土地所有權。1921年（大正10年）台東製糖株式會社轉以製糖為主，移民事業轉由臺東開拓株式會社負責。起初招募的移民人口為日本新潟縣農民所組成，起初為30戶。臺灣總督府評估移民政策將製糖和拓殖分開，所以1923年（大正12年）開放本島人移民。第一批移民是來自臺南、恆春、臺中 、新竹等地本島移民，旭村主要移民轉為本島人。
1941年（昭和6年）太平洋戰爭爆發，由於戰時物資需求，臺灣總督府的政策因而轉變，從原料導向轉變為戰時糧食。:91戰後隨著卑南圳的修築和戰時甘蔗不再是主要作物，旭村居民多數改種植水稻，並讓旭村成為台東平原的重要糧倉，1971年（民國60年）之後，旭村有著「菜巢」之稱。:99

## 經濟

### 糖業
開墾初期，比較好的土地歸為阿美族部落所有，而土質較為不好的荒廢地則為日本政府所有，而因為開墾不易，移民則需要整理土地，比如:選地、挖坑、焚燒等步驟，而又因為灌溉設施的不足，在開墾初期以甘蔗為主，種植少許的水稻和甘薯作為糧食來源，其耕地面積維持在50%~60%，其餘則作為放牧牛隻的土地。1970年代左右，因國際糖價低迷及製糖成本過高的影響，蔗糖產業逐漸式微。:92

### 荖葉
1951年從彰化將荖葉（檳榔的原料）引入臺東，進入到經濟起飛的時代。菸與檳榔需求增加，但彰化原產地氣候影響生產出現空窗，但是盤商或農民保險卻發現臺東的環境非常適合種荖葉，1988年到1997年是最豐收的「綠金」時代。但是近年來健康意識興起和政府「不鼓勵、不輔導、不禁止」的政策影響下，再加上2016年尼伯特颱風侵襲導致荖葉園遭受重創，農民開始轉型改種稻米、水果等。:100-106

## 設施

### 豐里國小
旭尋常小學校建立於1924年（大正13年），因應移民村學童的教育所設立的初等教育機構。1941年（昭和16年）則依據「國民教育令」更名為旭國民學校；因在1940年出借部分教室給台東寶公學校成立橘公教場，而於1947年（民國36年）將兩校合併並改為豐里國民學校，並在1968年（民國55年）再次更名為豐里國民小學。2009年，豐里國小和韓國的東一中央初等學校、上大初等學校和明西初等學校締結姊妹校。:220

### 奉順宮
1960年信眾募捐並決定以神社舊址建廟並在1966年完工主祀是蘇府王爺，由彰化移民自鹿港奉天宮分靈蘇府王爺牌。現今寺廟用地址為臺糖土地，至今土地所有權歸屬問題仍未解決。:220